# Internationale Zucker-Organisation

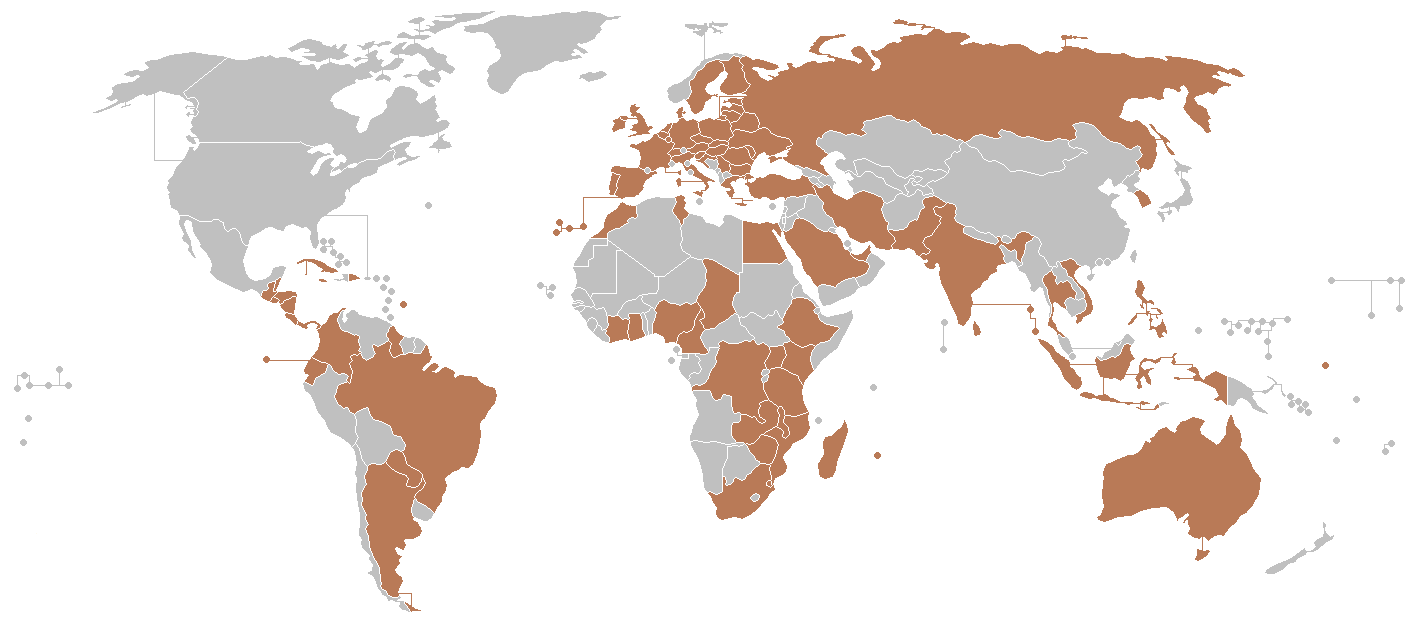
Mitgliedsstaaten der International Sugar Organization (Stand: 1. Januar 2021)

Die Internationale Zucker-Organisation (International Sugar Organization, ISO) ist eine Internationale Organisation mit Sitz in London. Sie wurde durch das Internationale Zucker-Übereinkommen vom 20. März 1992 gegründet.
Anders als ihre Vorgängerorganisationen vor 1968 hat sie nicht die Befugnis, den internationalen Handel mit Zucker durch Preisfestsetzung oder Exportquoten zu regulieren. Sie soll lediglich den Handel und Konsum von Zucker fördern durch das Sammeln und Veröffentlichen von Informationen auf dem Zuckermarkt sowie die Erforschung neuer Verwendungsmöglichkeiten für Zucker und verwandte Produkte. Ebenso soll die Internationale Zucker-Organisation als Forum dienen für zwischenstaatliche Diskussionen über Zucker. Zu diesem Zweck werden auch Seminare am Sitz in London veranstaltet.
Ferner wird eine Preisliste mit dem täglichen durchschnittlichen Handelspreis für Zucker in US-Dollar veröffentlicht.
Mitglieder sind die Europäische Union und 61 Staaten (Stand: Oktober 2022). Derzeitiger Exekutiv-Direktor der Organisation ist José Orive.